# Latalus missellus
Latalus missellus är en insektsart som beskrevs av Ball 1899. Latalus missellus ingår i släktet Latalus och familjen dvärgstritar. Inga underarter finns listade i Catalogue of Life.